# 상모사곡동
상모사곡동(上毛沙谷洞)은 대한민국 경상북도 구미시 중남부에 위치한 동이다.

## 지역 특성
상모사곡동은 1999년 3월 2일 상모동과 사곡동이 합병되어 만들어진 동으로 공단배후 주거지역으로 주민의 60%가 공단근로자이고, 박정희 대통령 생가가 있는 곳이므로 많은 관광객들이 방문을 하고 있는 등 발전 잠재력을 확보하고 있다.

## 연혁
- 1914년 7월 15일: 구미면 상모동, 사곡동 (상모동은 상모동, 석평동, 노곡동, 용전동 일부를 병합, 사곡동은 사곡동, 용전동, 임은동 일부를 병합)
- 1977년 2월 15일: 경상북도 구미지구출장소가 설치되고, 광평지소에서 관할
- 1978년 2월 15일: 구미시 승격, 행정동인 상모동, 사곡동 설치
- 1999년 3월 2일: 상모동과 사곡동을 상모사곡동으로 통합[2]

## 법정동
- 사곡동(沙谷洞)
- 상모동(上毛洞)
- 임은동(林隱洞) 일부

## 아파트
| 단지명                      | 건설사     | 시행사                | 주소                    | 입주        | 비고 |
| --------------------------- | ---------- | --------------------- | ----------------------- | ----------- | ---- |
| 화성파크 프레지던트 1단지   | 화성산업   | ㈜대상종합개발        | 상모로10길 40 (상모동)  | 2004년 11월 |      |
| 화성파크 프레지던트 2단지   | 화성산업   | ㈜대상종합개발        | 상모로10길 31 (상모동)  | 2004년 11월 |      |
| 사곡 화성파크드림           | 화성산업   | 성원개발㈜            | 박정희로 236-8 (사곡동) | 2008년 6월  |      |
| 우방신세계타운 1단지        | ㈜우방     | ㈜우방                |                         | 1999년 9월  |      |
| 우방신세계타운 2단지        | ㈜우방     | ㈜우방                | 상사서로 17 (상모동)    | 1999년 3월  |      |
| 보성황실타운 1차            | ㈜보성     | ㈜보성                |                         | 2001년 11월 |      |
| 보성황실타운 2차            | ㈜보성     | ㈜보성                |                         | 2001년 12월 |      |
| e편한세상 금오파크          | ㈜삼호     | 한국자산신탁          | 새마을로 150 (사곡동)   | 2020년 7월  |      |
| e편한세상 구미상모 트리베뉴 | 디엘건설㈜ | 대신자산신탁㈜ ㈜부림 |                         | 2025년 3월  |      |

## 교육 기관
- 상모초등학교
- 구미사곡초등학교
- 정수초등학교
- 상모중학교
- 상모고등학교
- 사곡고등학교